# Michael John Whelan
Michael John Whelan (2 de novembro de 1931) é um físico britânico.
É conhecido por seu trabalho sobre o microscópio eletrônico de transmissão. É professor emérito da Universidade de Oxford.
Whelan estudou na Universidade de Cambridge. Em 1965 publicou o artigo Electron Microscopy of Thin Crystals, com Peter Hirsch, Archibald Howie, Pashley e Nicholson. 

## Condecorações
- 1965 C.V. Boyes Prize, Institute of Physics
- 1976 Fellow of the Royal Society
- 1988 Medalha Hughes com Archibald Howie
- 1998 Distinguished Scientist Award, Microscope Society of America
- 2011 Medalha Gjønnes em Cristalografia Eletrônica com Archibald Howie